# Cédric Avinel
Cédric Avinel (né le 11 septembre 1986 à Paris) est un footballeur français, international guadeloupéen évoluant actuellement au poste de défenseur à l'AC Ajaccio.

## Biographie
Il commence le football au ASA Noisiel de 1992 à 1998.
Après une expérience chez les moins de 18 ans de l'US Torcy, il intègre l'équipe réserve de Créteil (Ligue 2) lors de la saison 2006/2007. Il fait sa première apparition dans l'équipe première lors de la 10e journée de championnat de Ligue 2 le 29 septembre 2006.
Il est testé et recruté par l'équipe anglaise de Watford dans les dernières heures du mercato hivernal de la saison 2006/2007. Coltiné au rôle de remplaçant, il ne fait que quelques apparitions en équipe première comme la seconde mi-temps face à Arsenal.
En début de saison 2007-2008, il participe à deux matchs de League cup avec Watford mais est rapidement prêté au club de Stafford Rangers (en Conference National - l'équivalent du CFA) pour une période d'un mois durant lequel il participe à 8 rencontres.
Revenu de prêt, il joue quelques matchs avec Watford mais sans marquer de but.
Ce joueur technique et polyvalent (capable de jouer au poste de libéro, stoppeur, milieu défensif ou encore meneur de jeu) incarne la nouvelle génération des joueurs de talents issue des clubs de la banlieue parisienne.
Au niveau international, Cédric joue pour l'île de ses origines, la Guadeloupe. Il dispute notamment la Gold Cup qui se déroule aux États-Unis, où son équipe se fait sortir en quart de finale contre le Costa Rica, au Cowboys Stadium de Dallas.
Il s'engage avec l'AS Cannes (National) pour la saison 2010-2011. Il aura inscrit le seul but de sa saison avec Gueugnon contre sa future équipe lors de la 34e journée. Il est considéré avec Jan Koller comme l'un des deux meilleurs joueurs de l'AS Cannes.
Selon le journal Le Parisien, il serait suivi de près par le Paris Saint Germain et l'Hércules Alicante.  Mais en mai 2011, Cédric paraphe un contrat de 3 ans en faveur de Clermont Foot Auvergne. En 2014, il prolonge son contrat jusqu'en 2017.
En fin de contrat, il s'engage le 1er juin 2017 en faveur de l'AC Ajaccio.